# Tomomi Inada
Tomomi Inada (Imadate, Fukui, Japón, 20 de febrero de 1959) es una abogada y política japonesa que fue Ministra de Defensa de Japón desde el 3 de agosto de 2016 hasta el 27 de julio de 2017. Fue designada por el primer ministro Shinzo Abe, siendo la segunda mujer en la historia en ocupar este cargo. Al iniciar su carrera profesional como abogada en 1985, intervino en casos muy famosos y polémicos, defendiendo a veteranos japoneses de la Segunda Guerra Mundial, por supuestos abusos cometidos durante la ocupación de China por parte de Japón. Fue también señalada como una de las posibles sucesoras del primer ministro debido a su cercanía, pero sin embargo, a fines de julio de 2017 tuvo que renunciar a su cargo debido a un escándalo de ocultamiento de información sobre la misión de tropas japonesas en Sudán del Sur.